# Hrvatski nogometni kup 1940-1941
La Hrvatski nogometni kup 1940./41. (coppa croata di calcio 1940-41) fu la prima edizione della coppa nazionale croata. Iniziò sotto la Banovina di Croazia (quindi nel Regno di Jugoslavia), e terminò a Jugoslavia dissolta, sotto lo Stato indipendente di Croazia.
Dopo questa, non vi furono altre edizioni della Coppa di Croazia per 51 anni, fino al 1992 con la definitiva separazione della Croazia dalla Jugoslavia.

## Avvenimenti
La competizione iniziò nell'autunno del 1940 ed era essenzialmente la coppa della Federcalcio croata, sebbene non fosse limitata alle squadre del territorio della Banovina di Croazia, bensì vi partecipavano anche compagini all'infuori di essa come Bačka Subotica, SAŠK Sarajevo e Zrinjski Mostar (ovvero i club espressioni delle comunità croate).

Il torneo fu sospeso a febbraio perché fu data priorità al girone di ritorno del campionato. Alla conclusione di quest'ultimo, a fine marzo, la coppa sarebbe dovuta continuare, ma il 6 aprile 1941 le potenze dell'Asse cominciarono l'Invasione della Jugoslavia ed il 17 i balcanici si arresero. Il Regno di Jugoslavia venne smembrato fra i paesi vincitori (Germania, Italia, Ungheria e Bulgaria) e nacque anche lo Stato Indipendente di Croazia (comprendente Croazia e Bosnia).

Una volta tornata la normalità, la HNS decise di far disputare direttamente la finale dato che, delle 4 semifinaliste, erano rimaste nel territorio solo Građanski e Concordia, mentre la Bačka Subotica era finita nel sistema calcistico ungherese, e l'Hajduk era stato sciolto dopo l'annessione di Spalato all'Italia.

A fine estate, sul campo del Concordia, venne giocata la prima finale della Coppa di Croazia, e terminò 2–2 (marcatori Gradiš e Beda per i verdi, Wölfl e Lešnik per gli azzurri).

14 giorni dopo ci fu la ripetizione della gara che fu appannaggio del Građanski che, di fronte a 4500 spettatori, segnò sei reti (Wölfl 2, Kokotović, Lešnik e Cimermančić), conquistando la prima coppa di calcio croata. Coppa che è stata consegnata al capitano Milan Antolković dal presidente della HNS Bogdan Cuvaj.

## Finale
| Arbitro: | Stjepan Jeren |

|                                                                                  |            |                                                                                              |
| Gradiš 4’ Beda 27’                                                               | Marcatori  | 11’ (rig.) Wölfl 35’ Lešnik                                                                  |
| Monsider Sarčević Paviša Pukšec Pavletić Hudika Beda Golob Muradori Gradiš Golec | Formazioni | Glaser Brozović Dubac Lechner Jazbinšek Kokotović Cimermančić Wölfl Lešnik Antolković Žalant |

### Ripetizione
| Arbitro: | Antun Marek |

|                                                                                             |            |                                                                                  |
| Wölfl 25’, 59’ (rig.) Kokotović 30’ ? ?’ Lešnik 64’ Cimermančić 80’                         | Marcatori  | 8’ Beda 39’ (rig.) Muradori                                                      |
| Glaser Brozović Dubac Lechner Jazbinšek Kokotović Cimermančić Wölfl Lešnik Antolković Pleše | Formazioni | Monsider Kramer Paviša Pukšec Pavletić Hudika Beda Golob Muradori Sarčević Golec |